# Myriokefala
Myriokefala (griechisch Μυριοκέφαλα [mirjɔˈkʲɛfala] (n. pl.)) ist eine Ortschaft im Gemeindebezirk Lappa der Stadtgemeinde Rethymno auf der griechischen Mittelmeerinsel Kreta.

## Lage
Myriokefala liegt etwa 20 Kilometer südwestlich von Rethymno an den nördlichen Ausläufern des Kakaves (Κακάβες) in 500 Meter Höhe. Das Dorf Maroulou (Μαρουλού) zählt ebenfalls zur Ortschaft, es liegt etwa 1,5 Kilometer nördlich. Die nächstgelegenen Orte sind Asi Gonia etwa 2,7 Kilometer nordwestlich und Argyroupoli 5 Kilometer nordöstlich.

## Geschichte
Der Name Myriokefala leitet sich von den zahlreichen Hügeln der Umgebung ab. Das Dorf wurde 1577 erstmals schriftlich während der venezianischen Zeit von Francesco Barozzi als Myrio Chiefala erwähnt, nach den Angaben von Pietro Castrofilaca aus dem Jahr 1583 hatte Miriochiefala 99 Einwohner. Nach den Volkszählungen während der osmanischen Herrschaft war das Dorf überwiegend von orthodoxen Christen bewohnt, für 1881 wird eine rein christliche Bevölkerung angegeben.
Die Landgemeinde Myriokefala (Κοινότητα Μυριοκεφάλων Kinotita Myriokefalon) wurde 1931 mit der Ausgliederung der beiden Dörfer Myriokefala und Maroulou aus der damaligen Landgemeinde Arolithios gegründet. Sie hatte bis zur Umsetzung der Gemeindereform nach dem Kapodistrias-Programm im Jahr 1997 Bestand. Zusammen mit fünf weiteren Landgemeinden erfolgte die Fusion zur Gemeinde Lappa (Δήμος Λαππαίων). Diese wiederum ging im Rahmen der Verwaltungsreform 2010 in der Gemeinde Rethymno auf, wo Myriokefala seitdem den Status einer Ortschaft (Τοπική Κοινότητα Topiki Kinotita) hat.
Einwohnerentwicklung von Myriokefala
| Name        | 1913 | 1920 | 1928 | 1940 | 1951 | 1961 | 1971 | 1981 | 1991 | 2001 | 2011 |
| ----------- | ---- | ---- | ---- | ---- | ---- | ---- | ---- | ---- | ---- | ---- | ---- |
| Myriokefala | 315  | 267  | 251  | 297  | 325  | 324  | 285  | 266  | 281  | 402  | 268  |
| Maroulou    | -    | 113  | 91   | 88   | 86   | 69   | 63   | 76   | 59   | 55   | 41   |
| Gesamt      | 315  | 380  | 342  | 385  | 411  | 393  | 348  | 342  | 340  | 457  | 309  |

## Sehenswürdigkeiten
Mitten im Dorf steht das Kloster Panagia Andifonitria (Μονή Παναγίας Αντιφωνήτριας ‚die Verbieterin‘), ein bis heute wichtiges Ziel von Wallfahrten der Region. Die bis ins 20. Jahrhundert stark veränderte Kreuzkuppelkirche wurde um das Jahr 1000 von Ioannis o Xenos gegründet. Der quadratische Zentralbau ist im Westen zum zweijochigen lateinischen Kreuz verlängert. Den drei Stufen höher liegenden Altarraum (der Bema) erhellen aneinandergereihte Rundbogenfenster. Die Lichtwirkung im Innern wird durch die vier Tambourfenster unterstützt. 

Die älteren Fresken vom Anfang des 11. Jahrhunderts finden sich vor allem in der Kuppel (der von Engeln und Propheten umgebene  Pantokrator)  und im südlichen Kreuzarm (die Evangelisten Matthäus und Markus mit aufgeschlagenen Evangelien).

Die zweite Freskenschicht stammt vom Ende des 12. Jahrhunderts. Im unteren Apsisteil des Altarraums feiern Kirchenväter die Liturgie. Im westlichen Kreuzarm sind vier Szenen aus der Passion dargestellt: Judasverrat, Einzug in Jerusalem, Beweinung Christi und Höllenfahrt. 

Der Stil der Wandmalereien ist einerseits typisch für die von Konstantinopel beeinflusste Kunst der Komnenenzeit (starke Umrisse und klare Linien geben die Gesichtszüge leicht abstrahierend wieder), andererseits weist der emotionale Ausdruck in so manchem Gesicht der Passionsgeschichte bereits auf die eigenständig sich im 13. Jahrhundert entwickelnde Kretische Schule hin.

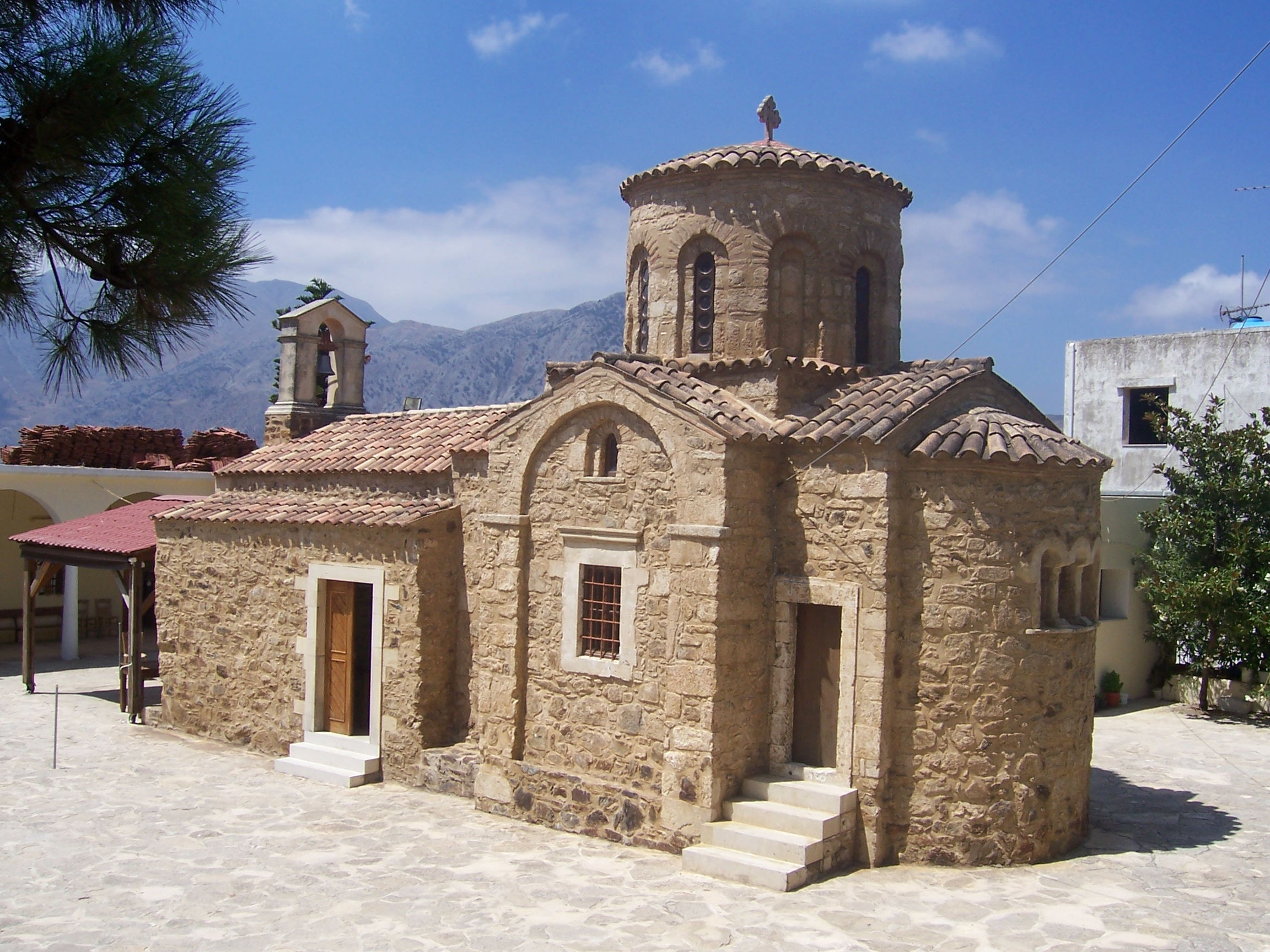
Panagia-Kloster
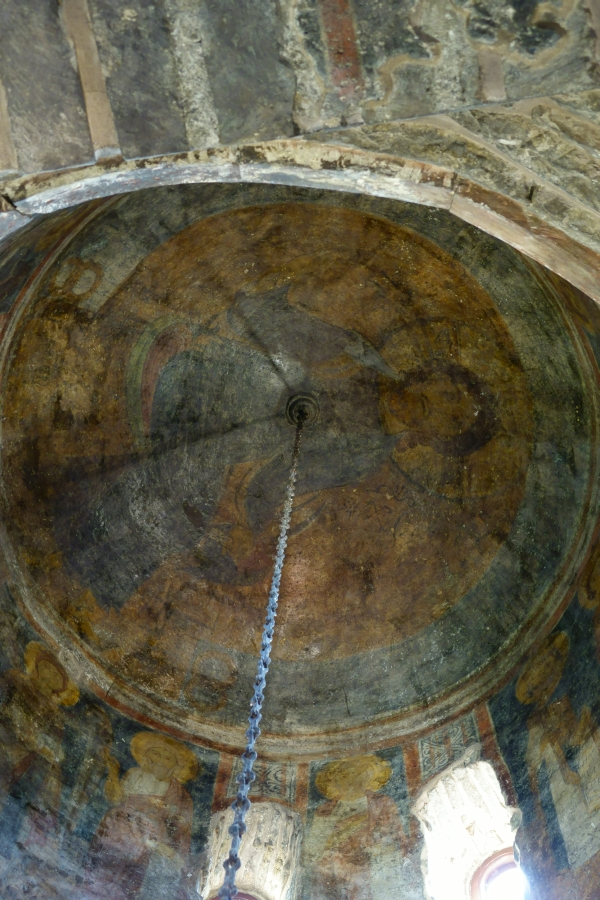
Kuppelfresko: thronender Pantokrator
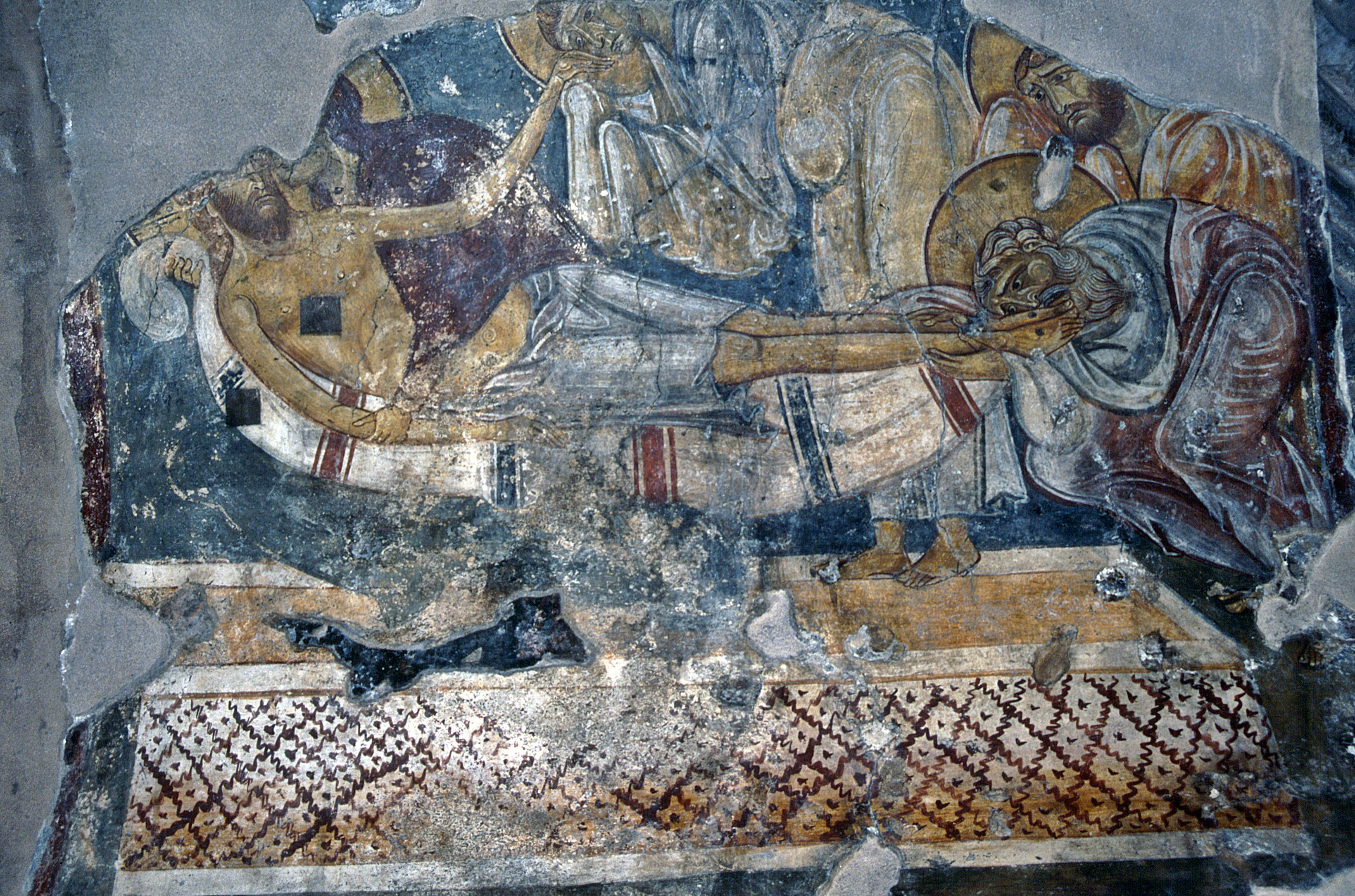
Beweinung Christi

## Sonstiges
Die öffentliche Busse des KTEL-Verbundes bedienen montags zwei Verbindungen (im Winter eine) zwischen Myriokefala und Rethymno.